# Carl Johan Slotte

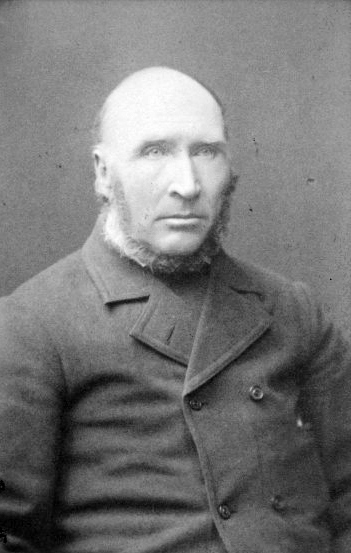
Carl Johan Slotte vid 1880-talet. (Fotografi av Daniel Nyblin.)

Carl Johan Slotte, född 20 januari 1827 i Nedervetil, död där 5 november 1903, var en finländsk bonde och lantdagsman, far till Karl Fredrik och Alexander Slotte.
I sin hemsocken var Slotte en centralgestalt, bland annat tack vare att han var ordförande i kommunalstämman från 1875. På 1880-talet grundade han den första folkskolan i socknen i sitt eget hem. Han skaffade också moderna jordbruksmaskiner och var därför även på det området framstående. Det första mejeriet och sparbanken på orten tillkom likaså på hans initiativ.
År 1863 blev den driftige Slotte invald i lantdagen, där han satt fram till 1900. Han var bondeståndets talman vid lantdagen 1877–1878 samt ytterligare fyra lantdagar. Sedan han vid 1891 års lantdag hållit ett djärvt tal om russificeringen i Finland blev han inte omvald till talman. Alexander III skrev ett lugnande brev med anledning av talet.